# Michael Ceyp
Michael Hugo Ceyp (* 9. Februar 1965 in Dülmen) ist ein deutscher Wirtschaftswissenschaftler. Er ist Professor an der privaten Fachhochschule Wedel und der privaten FOM Hochschule.

## Leben
Nach einer Sparkassenausbildung und dem Studium der Betriebswirtschaftslehre an der Universität Münster promovierte er 1996 zum Thema  Ökologieorientierte Profilierung im vertikalen Marketing . Danach folgte eine mehrjährige Tätigkeit als Consultant im Dialogmarketing. Daneben war er mehrere Jahre Geschäftsführer eines Fachverlages. Seit dem Sommersemester 2001 ist er Professor für Marketing an der Fachhochschule Wedel. Hier gründete er 2003 den Studiengang Betriebswirtschaftslehre. Er war langjähriges Jury-Mitglied im Kundenzeitschriften Wettbewerb „Best of Corporate Publishing“ und des „Alfred Gerardi Gedächtnispreises“.
In der Forschung beschäftigt er sich mit dem Bereich Online-Marketing und hier insbesondere neben dem Social Media Marketing (SMM) mit dem Bereich Suchmaschinenmarketing (SEO/SEM) und dem E-Mail-Marketing. Darüber hinaus widmet er sich neueren Entwicklungen im Bereich des Supply Chain Management und der Globalisierung. Seine Promotion am Institut für Marketing (Institutsdirektor Heribert Meffert) der WWU Münster wurde 1996 veröffentlicht.